# Nébulium

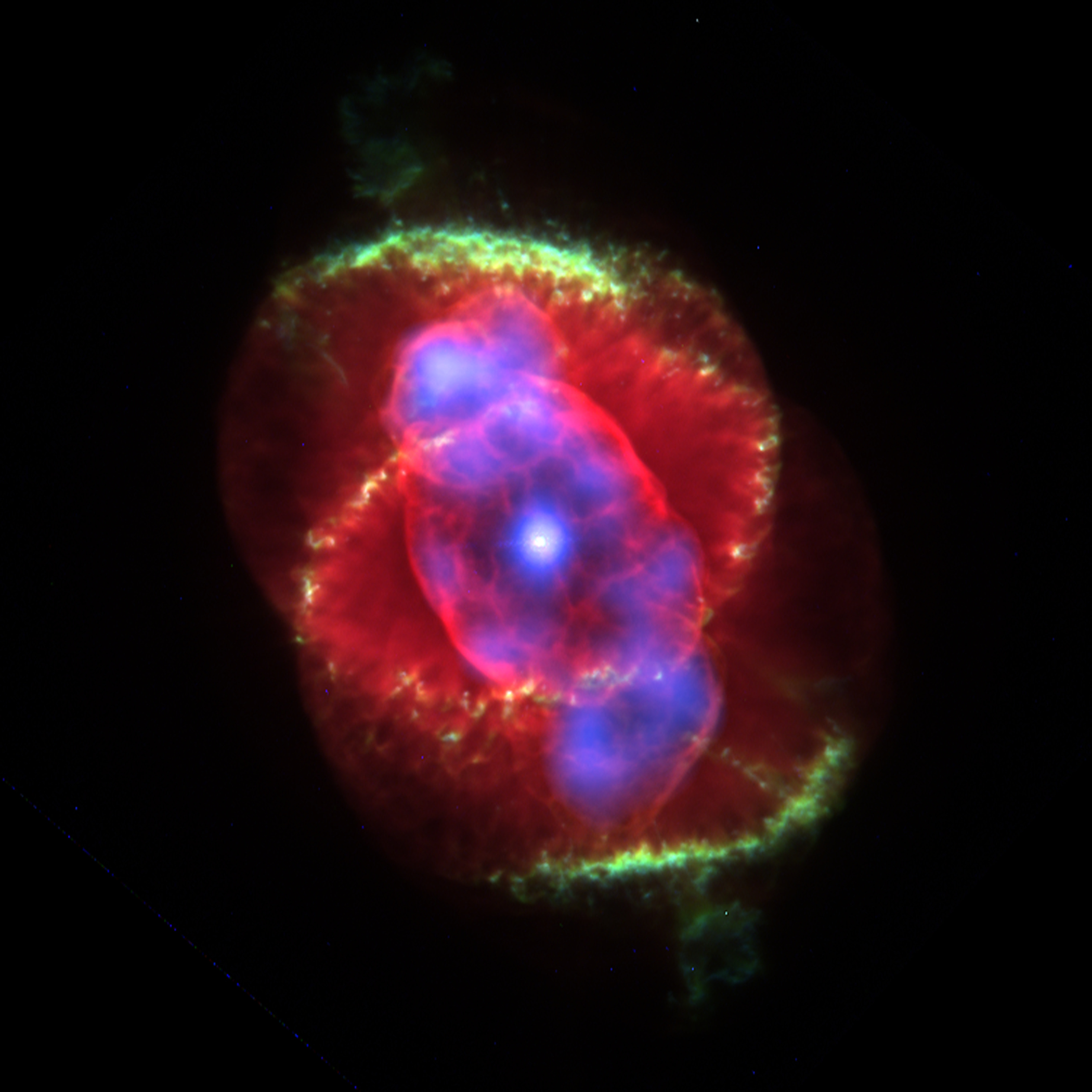
Nébuleuse de l'Œil de chat (NGC 6543)

Le nébulium est le nom d'un élément chimique hypothétique dont l'existence a été postulée en 1864 par William Huggins pour expliquer les raies spectrales inconnues dans le domaine du vert découvertes par l'analyse spectrométrique dans la nébuleuse de l'Œil de Chat.
En 1927, Ira Sprague Bowen a montré que ces raies spectroscopiques étaient produites par l'oxygène doublement ionisé (noté [O III]) et qu'aucun nouvel élément n'était nécessaire pour les expliquer.

## Historique
William Hyde Wollaston en 1802, Joseph von Fraunhofer en 1814 décrivirent les lignes sombres qui apparaissent dans le spectre solaire. Plus tard, Gustav Kirchhoff montra que ces lignes étaient dues au propriété d'émission ou d’absorption des atomes et qu'elles permettaient l'identification des espèces chimiques en œuvre.
Aux débuts de l'observation instrumentale du ciel, on appelait nébuleuses les taches floues, d'aspect différent des étoiles, que les instruments ne pouvaient résoudre. Nombre de ces objets, comme la nébuleuse d'Andromède, qui avaient des spectres semblables à ceux des étoiles, se révélèrent être des galaxies. D'autres, comme la nébuleuse de l'Œil de Chat avaient des spectres très différents.
Lorsque William Huggins analysa le spectre de la nébuleuse de l'Œil de chat, il découvrit que celui-ci, très différent du spectre continu du Soleil, ne comportait que quelques lignes d'émission très marquées. Deux lignes, dans le vert, à  495,9 nm et 500,7 nm étaient les plus intenses.
Ces lignes ne correspondaient à aucun élément connu sur Terre. Le fait que l'hélium, identifié d'abord dans le spectre du soleil en 1868, avait été par la suite découvert dans l'atmosphère terrestre en 1895, incita les astronomes à postuler que ce spectre correspondait à un nouvel élément. Le terme nebulium fut suggéré par la femme de Huggins dans un court article de 1898.
En 1913, l'élaboration du tableau périodique des éléments par Mendeleïev et la détermination des nombres atomiques par Moseley étaient suffisamment avancés pour constater qu'il ne restait plus beaucoup de place pour un nouvel élément. Des physiciens, comme Charles Fabry et Henri Buisson se proposèrent de déterminer, par des mesures spectrométriques délicates, le poids atomique du nébulium.
Ira Sprague Bowen travaillait en spectroscopie ultra-violet et sur le calcul de spectres des éléments légers du tableau périodique quand il prit connaissance des raies spectrales vertes découvertes par Huggins. Il suggéra que ces raies puissent être des transitions interdites. On a montré qu'elles étaient dues à l'oxygène doublement ionisé sous une densité extrêmement basse 
plutôt qu'à un hypothétique nébulium. Comme l'a dit Henry Norris Russell, « le nébulium s'est volatilisé dans le vide ». La matière des nébuleuses est extrêmement raréfiée et beaucoup moins dense que les vides les plus extrêmes produits sur Terre. Dans ces conditions, des raies peuvent se former qui disparaissent aux densités normales. Ces raies sont désignées sous le nom de « raies interdites » ; ce sont les raies les plus intenses de la plupart des spectres de nébuleuses.